# Винеторі (Телеорман)
Винеторі (рум. Vânători) — село у повіті Телеорман в Румунії. Входить до складу комуни Ліса.
Село розташоване на відстані 107 км на південний захід від Бухареста, 28 км на південний захід від Александрії, 124 км на південний схід від Крайови.

## Населення
За даними перепису населення 2002 року у селі проживали 824 особи, усі — румуни. Усі жителі села рідною мовою назвали румунську.